# ۱۰۵۲ (قمری)
۱۰۵۲ (قمری)، هزار و پنجاه و دومین سال در گاهشماری هجری قمری است. اول محرم این سال برابر با اول آوریل سال ۱۶۴۲ میلادی است.

## وابسته
- ملا علاءالملک تونی